# Jur'ev-Pol'skij rajon
Il Jur'ev-Pol'skij (in russo Юрьев-Польский район?) è un rajon dell'Oblast' di Vladimir, nella Russia europea; il capoluogo è Jur'ev-Pol'skij. Istituito nel 1929, ricopre una superficie di 1.910 chilometri quadrati e ospita una popolazione di circa 37.000 abitanti.